# Erich Loest
Erich Loest (Mittweida, 24 februari 1926 – Leipzig, 12 september 2013) was een Duitse schrijver, die ook onder de pseudoniemen Hans Walldorf, Bernd Diksen en Waldemar Naß schreef.

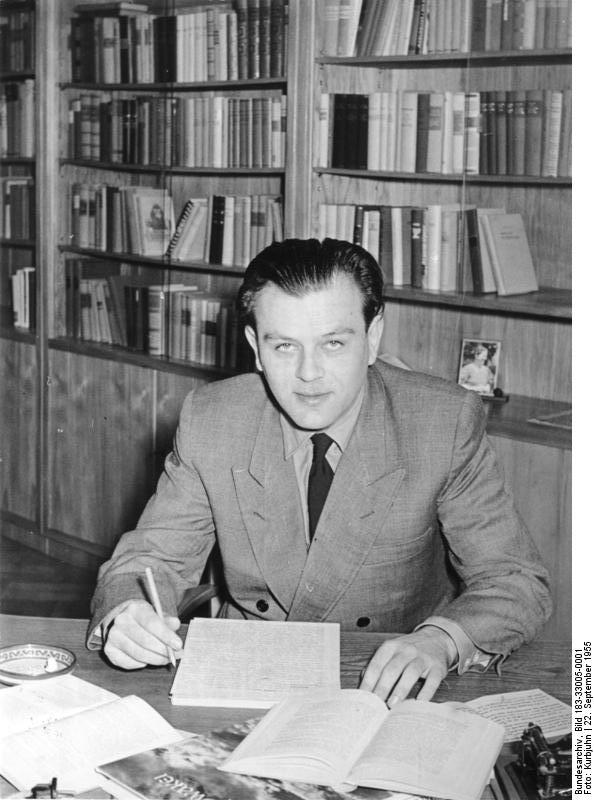
Erich Loest in 1955

Loest was een belangrijk vertegenwoordiger van het realisme in de Duitstalige literatuur van de tweede helft van de 20e eeuw. Hij werd in 1944 lid van de NSDAP en wilde bij de Waffen-SS, maar de directeur van zijn school stak daar een stokje voor. Aan het eind van de Tweede Wereldoorlog vocht hij mee als Weerwolf. Na de oorlog koos Loest voor de Sozialistische Einheitspartei Deutschlands (SED) waarmee hij zich sterk verbonden voelde. In latere jaren uitte hij ook kritiek op de DDR. In 1957 werd Loest wegens 'contrarevolutionaire' activiteiten tot 7,5 jaar gevangenisstraf veroordeeld, die hij in Bautzen uitzat. In 1979 kwam hij opnieuw in conflict met het DDR-regime toen hij zich met andere schrijvers uitte tegen de censuur in de DDR. Loest werd hierop door de Stasi dermate intensief gevolgd en gehinderd dat hij zich gedwongen zag in 1981 naar de Bondsrepubliek te vertrekken. Na de Duitse hereniging vestigde Loest zich in Leipzig.
In zijn romans en verhalen hield hij zich onder andere bezig met historische en legendarische figuren uit zijn Saksische geboortestreek, waaronder de volksheld Karl Stülpner. Sinds het eind van de jaren 80 vormden de Duitse tweedeling en de Duitse hereniging hoofdthema's van Loests werk, en tevens de geschiedenis van de stad Leipzig.
Loest schreef een draaiboek Nikolaikirche, dat een succesvol televisiedrama werd (en later een roman). Naast zijn politieke romans schreef Loest ook vele krimi's en feuilletons.
Loest overleed op 87-jarige leeftijd na een val uit het raam van een twee verdiepingen hoge ziekenhuiskamer. De politie gaat ervan uit dat hij zelfmoord pleegde.

## Werken
- Jungen, die übrig blieben, Leipzig 1950
- Nacht über dem See und andere Kurzgeschichten, Leipzig 1950
- Liebesgeschichten, Leipzig 1951
- Die Westmark fällt weiter, Halle (Saale) 1952
- Sportgeschichten, Halle (Saale) 1953
- Das Jahr der Prüfung, Halle (Saale) 1954
- Aktion Bumerang, Halle (Saale) 1957
- Sliwowitz und Angst, Berlijn 1965
- Ich war Dr. Ley, Berlijn 1966 (Waldemar Naß)
- Der Mörder saß im Wembley-Stadion, Halle (Saale) 1967 (Hans Walldorf)
- Waffenkarussell, Berlijn 1968 (Hans Walldorf)
- Hilfe durch Ranke, Berlijn 1968 (Hans Walldorf)
- Der Abhang, Berlijn 1968
- Öl für Malta, Berlijn 1968
- Der elfte Mann, Halle (Saale) 1969
- Gemälde mit Einlage, Berlijn 1969 (Hans Walldorf)
- Schöne Frau und Kettenhemd, Berlijn 1969 (Hans Walldorf)
- Der halbe Tod, Berlijn 1970 (Bernd Diksen)
- Der Verlierer zahlt, Berlijn 1971 (Bernd Diksen)
- Mit kleinstem Kaliber, Halle (Saale) 1973 (Hans Walldorf)
- Schattenboxen, Berlijn 1973
- Das Vorurteil, Berlijn 1974 (Bernd Diksen)
- Wildtöter und Große Schlange, Berlin 1974
- Ins offene Messer, Berlijn 1974
- Eine Kugel aus Zink, Berlijn 1974 (Hans Walldorf)
- Etappe Rom, Berlijn 1975
- Oakins macht Karriere, Berlijn 1975
- Rotes Elfenbein, Halle (Saale) 1975 (Hans Walldorf)
- Die Oma im Schlauchboot, Berlijn 1976
- Leere Hände, Berlijn 1976 (Bernd Diksen)
- Es geht seinen Gang oder Mühen in unserer Ebene, Halle (Saale) 1977
- Rendezvous mit Syrena, Halle (Saale) 1978 (met Gerald Große)
- Pistole mit sechzehn, Hamburg 1979
- Swallow, mein wackerer Mustang, Berlijn 1980
- Durch die Erde ein Riß, Hamburg 1981
- Harte Gangart, Keulen 1983
- Völkerschlachtdenkmal, Hamburg 1984
- Der vierte Zensor, Keulen 1984
- Geordnete Rückzüge, Hannover 1984
- Herzschlag, Niddatal 1984
- Zwiebelmuster, Hamburg 1985
- Leipzig ist unerschöpflich, Paderborn 1985
- Saison in Key West, München 1986
- Bruder Franz, Paderborn 1986
- Ein Sachse in Osnabrück, Freiburg im Breisgau 1986
- Froschkonzert, München 1987 (verfilmd als Die Frosch-Intrige, ZDF 1990)
- Die Brücke über den Lipper Ley, hoorspel voor de Hessische Rundfunk 1987
- Eine romantische Reise um die Welt, Künzelsau 1988
- Fallhöhe, Künzelsau 1989
- Eine romantische Reise durch Europa, Künzelsau 1989
- Durch die Erde ein Riss. Ein Lebenslauf, (autobiografie) Künzelsau 1989
- Bauchschüsse, Künzelsau 1990
- Der Zorn des Schafes, Künzelsau 1990
- Die Stasi war mein Eckermann oder: mein Leben mit der Wanze, Göttingen 1991
- Heute kommt Westbesuch, Göttingen 1992
- Katerfrühstück, Leipzig 1992
- Inseln der Träume, Künzelsau 1993
- Zwiebeln für den Landesvater, Göttingen 1994
- Nikolaikirche
- Als wir in den Westen kamen, Stuttgart 1997
- Gute Genossen, Leipzig 1999
- Reichsgericht, Leipzig 2001[3]
- Träumereien eines Grenzgängers, Stuttgart 2001
- Sommergewitter, Göttingen 2005
- Prozesskosten, Göttingen 2007
- Einmal Exil und zurück, Göttingen 2008
- Löwenstadt, Göttingen 2009
- Werkausgabe, Künzelsau
  - Bd. 1. Jungen, die übrig blieben, 1991
  - Bd. 2. Der elfte Mann, 1992
  - Bd. 3. Schattenboxen, 1993
  - Bd. 4. Zwiebelmuster, 1994
  - Bd. 5. Swallow, mein wackerer Mustang, 1996
  - Bd. 6. Die Mäuse des Dr. Ley, 2000